# Răzvan și Vidra
Răzvan și Vidra este o dramă romantică scrisă de Bogdan Petriceicu Hasdeu, care are ca temă exaltarea trecutului glorios și critica prezentului decăzut. Ideea centrală a cărții este că lupta pentru putere aduce nenorocire unei țări și a persoanelor implicate.
Subiectul este inspirat din istoria Moldovei. Compoziția dramei este realizată în cinci părți numite cânturi, fiecare având câte un titlu, care sintetizează conținutul. Drama este realizată în versuri.

## Personaje
- Răzvan, un țigan eliberat de pe una din moșiile mănăstirești.
- Vidra

## Acțiune

### Primul cânt
Primul cânt are ca titlu „Un rob pentru un galben”. Acțiunea se petrece într-o piață din Iași. Răzvan vine și găsește o pungă pierdută de boierul Sbierea. El oferă punga unui sărac numit Tănase, dar acesta la început refuză să primească pomană de la un țigan. Apoi, văzând noblețea sa, ia un galben, lăsându-i pe ceilalți să fie dați altor săraci. În mănăstire, Răzvan a învățat să scrie și să citească, acest nivel de educație fiind în acea vreme doar la îndemâna fiilor de nobili și a clerului. Răzvan scrie un pamflet la adresa domnitorului, pe care-l afișează în piață. Târgoveții îl citesc și râd. În piață vine boierul Bașotă, marele armaș cu un grup de oșteni și-i arestează pe târgoveți. Răzvan nu poate răbda ca altcineva să fie pedepsit în locul său și se autodenunță, deși știe că va fi pedepsit cu moartea. Boierul Sbierea vine și vede punga sa la Răzvan, constată lipsa unui galben și-i cere lui Bașotă să i-l dea pe Răzvan rob. Răzvan redevine rob deși ar fi preferat să fie ucis.

### Al doilea cânt
Cântul al II-lea se intitulează „Răzbunarea“ și are ca moto patru versuri ale poetului Cezar Bolliac: „Țiganul și clăcașul / Au fost gândirea mea; / Stăpânul, arendașul / Și legea lor cea grea“, iar locul unde se desfășoară acțiunea este „în codrul Orheiului“. Răzvan este căpitanul haiducilor, după ce trei ani fusese robul lui Sbierea, „o robie de spaimă, [...] fost-am în lanțuri“. Cerșetorul Tănase vine în codru să se facă și el haiduc („Auzeam mereu tot vorbe de căpitanul Răzvan“), ca să-și răzbune necazurile îndurate din pricina boierilor nemiloși: „Decât să mor în orașe de cruzimea celor răi, / Mai bine voi în pădure, prin mine să piară ei!“. Boierul Ganea oferă lui Răzvan o „simbrie“ de șase sute de galbeni ca să o răpească pe Vidra din mâinile unchiului său, care vrea să o ducă la schit să o călugărească, pentru a-i putea lua averea. 
Răzvan rostește un impresionant monolog, în care își exprimă credința în dreptatea haiducească, deoarece „orașu-i o lighioană și numai codru-i creștin / [...] Toți cei slabi, izbiți de soartă, de nevoi înconjurați, / Află-n codru mângâiere și ne dau nume de frați.“ Haiducii îl aduc la căpitan pe boierul Sbierea, prins în codru, care se văicărește cu disperare atunci când dă cu ochii de Răzvan: „Sunt pierdut! Preasfântă troiță! Maica Precista! Sunt mort!“. Însă Răzvan, scârbit de umilința lașă a boierului, îi amintește că „Jupânului, ce-i cu dreptul de-a ședea chiar în divan / Nu se cade să se plece de frica unui țigan“. Între timp, este adusă Vidra, care asistă la judecata pe care o face Răzvan boierului Sbierea care, deși îl urăște pentru cruzimea cu care se purtase cu el atunci când îi fusese rob („mă legase-n zgardă, ca pe-un câine-n bătătură“), îl iartă cu mărinimie, deoarece el este convins că „Răzbunarea cea mai crudă este când dușmanul tău / E silit a recunoaște că ești bun și dânsu-i rău!“. Toți haiducii se opun eliberării boierului Sbierea, se răzvrătesc împotriva țiganului pe care-l jignesc, „se cunoaște că-i țigan“, numai Vidra, descendentă „din osul acelui vornic Moțoc, / De care Moldova-ntreagă mi se temea ca de foc“, este impresionată de gestul nobil și isteț al lui Răzvan: „Aș fi mândră, căpitane, ca să strâng o mână care / Nu voiește să-și răzbune decât numai prin iertare!“. Răzvan se îndrăgostește de Vidră („Ca domnul Hristos pe Lazăr tu din moarte m-ai sculat!“) și refuză să o predea boierului Gane, înapoindu-i acestuia banii.

### Al treilea cânt
Cântul III are ca titlu „Nepoata lui Moțoc“, iar ca motto o maximă a lui Anton Pann: „Să nu te blasteme cineva: s-ajungi slugă la cai albi și stăpân femeie s-aibi!“. Acțiunea se petrece într-o „tabară leșească la marginile țării muscălești“, iar Răzvan este un viteaz luptător în armata leșească, „Ostașul cel mai de frunte, bărbatul cel mai vestit,/ Podoaba taberei noastre, un luceafăr, o minune!“. Foștii tovarăși de haiducie ai lui Răzvan, Vulpoi și Răzașul, îl urmaseră la Ieși, dar regretau că au părăsit „țara și codrul blagoslovit“, mai ales ca acum Răzvan este sub puterea și influența nefastă a Vidrei, care „mi-l mișca și mi-l întoarce fără preget,/ și la dreapta, și la stânga, nu cu mâna, ci c-un deget!“. Răzvan este înaintat la gradul de căpitan în oastea leșească, dar Vidra este nemulțumită: „Căpitanu-i o furnică!/() Căpitanii într-o oaste? Sunt atâția, că-n mulțime se lovesc coaste la coaste“. Răzvan se revolta, indignat: „Nu sunt un copil, de care să-și bată joc o femeie“, apoi este gelos pe căpitanul Minski și mărturisește că o iubește cu patimă pe Vidra: „dragoste fără teamă nu se poate!“. Sbierea fusese luat rob de tătari, de la care îl luaseră muscalii, apoi ajunsese robul hatmanului leșesc, iar acum, deși Răzvan îl iartă „pentru-a doua oară“, boierul îi cere înapoi nu numai banii de care fusese jefuit de către haiduci, tătari, muscali și Iesi, ci și dobânda aferentă: „Fii datornic bun de plată/ Răzvănică, suflețele, să nu uiți că ești creștin/ Numai camăta s-ar face nouă sute, pe puțin“. Vidra îi admiră boierului tenacitatea („Vezi! Învață de la dânsul patima ce vrea să zică!“) și-i reproșează lui Răzvan lipsa de ambiție pentru mărire: „Eu te las! Te las, Răzvane! Om tâmpit și sfiicios!/ O prăpastie ne desparte: eu prea sus și tu prea jos!“.

### Al patrulea cânt
Cântul IV poartă titlul „Încă un pas“ și are ca motto versuri din „Jalnica tragedie“ a lui Beldiman: „Pentru țigani s-au zis multe, ca să nu fie primiți / Căci rușine Eteriei a fi cu țigani uniți, / Căci luându-se Elada, de vor fi și ei ostași, / Vor cere cu tot cuvântul și ei să fie părtași“. Acțiunea se petrece în „locuința lui Răzvan într-un orășel leșesc la marginea Moldovei“. Vulpoi și Răzașul comentează faptele de vitejie ale lui Răzvan, ascensiunea acestuia în oastea leșească, dar dorul de Moldova le sfâșie inimile și este mai puternic decât devotamentul față de polcovnicul Răzvan. Boierul Sbierea vine la Vidra cu intenția de a-i cumpăra moșia, „Patru sate, două iazuri, mii de vite râmătoare/ Șepte mori, o herghelie, ș-o pădure... Nu vinzi oare?“, deoarece unchiul său murise. Mistuit și el de dorul de țară, Răzvan respinge cu hotărâre oferta lui Sbierea, ar vrea să se întoarcă în Moldova, mai ales că aflase vestea că leșii intrau în război cu moldovenii, iar lui îi este cu neputință „ca brațul meu să izbească/ Un piept de român? S-aprinză o colibă românească?“. Hatmanul încearcă să-l convingă pe Răzvan să lupte împotriva românilor „căci patria ubi bene (țara este acolo unde-ți este bine) și nu mai ești moldovean“, dar Răzvan este ferm, indignat și revoltat: „nu mă bat cu românii... nu; asta-i peste putință!/ No, hatmane! Niciodată! Fie pâinea cât de rea,/ Tot mai dulce mi se pare când o știu din țara mea!“. Întrucât hatmanul e gata să i-o dea în căsătorie pe fiica lui și crezând că Vidra îi e soră, îi propune s-o mărite cu nepotul său, Piotrowski. Răzvan își dezvăluie trecutul de hoț, apoi îi mărturisește că „Eu... eu sunt țigan!“, iar Vidra „nu soru-mea, ci soție“. Marele vătaf moldovean Bașotă este trimis de domnitorul Aron-vodă „cu solie la polcovnicul Răzvan./ Ca să-i spun că-l cheama țara, dându-i un loc în divan“, adica funcția de hatman în Țara Moldovei. Răzvan meditează asupra rolului pe care Bașotă l-a avut în ascensiunea lui („Acest om, fără s-o știe, m-a rădicat pân-aici“), pentru că dacă nu „m-arunca-n robie“, nu s-ar fi făcut hoț de codru, n-ar fi întâlnit-o pe Vidra, care l-a impins „cu-ncetul la ținta cea mai înaltă!“. Bucuroasă și încântată, dintr-un orgoliu nemăsurat, Vidra-i spune lui Răzvan ca mai are „un singur pas“ de făcut în ascensiunea sa și anume „s-apuci cu fală scaunul lui Ștefan cel Mare“, idee care-l cucerește definitiv: „O, nepoata Iui Moțoc!/ Sufletul meu fără tine n-ar fi cunoscut deloc/ Astă simțire ciudată ce-l îndeamnă să dorească/ Jos la picioarele sale toata lumea să privească! () Voiesc a fi mare“.

### Al cincilea cânt
Cântul al V-lea se intitulează „Mărirea“ și are ca motto „Asa s-a plătit și lui Răzvan răul ce-i facuse și el lui Aron-vodă“ (Miron Costin, cap. lI). Acțiunea se desfășoară la „Palatul lui Răzvan în Iași“. Tănase, Vulpoi și Răzașul sunt acum capitani în armata moldoveneasca și se bucură de pacea încheiată pe cale diplomatică de către trimisul lui Aron-vodă, vataful Bașotă, cu armata leșească. Poporul îl aclamă pe domnitor („Să trăiască Aron-vodă“), dar acest fapt este unul trecător, pentru că istoria a demonstrat - cum susține Tănase - că uralele moldovenilor sunt urmate de caderea de pe tron a domnitorilor: „«Să traiască Lăpușneanul», și-l vicleniră urât;/ «Despot-voda să traiască», ș-apoi mi l-au omorât/ «Să traiască Ștefan Tomșa», și-l goniră ca pe-un câne;/ () așa-i românul din fire“. Răzvan este hatman la Curtea Moldovei, dar nu-i mai ajunge „mărirea“ și vrea să devină domnitorul țării, însă Tănase, deși îi recunoaște meritele, consideră că un țigan nu poate ajunge să ocupe cea mai înaltă funcție în stat: „Eu știu că-n țara Moldovei unul e Răzvan, mă jur!/ Păcat că-i țigan... La dracu!... Ăsta-i singuru-i cusur!“ Răzvan este însă hotărât să domnească, „Negreșit, una din două: sau moarte, ori să domnesc!“, deși, de această dată, Vidra, care este însărcinată, are „o presimțire ciudată“ și-l sfătuiește să aștepte un moment mai potrivit. Răzvan își cheamă căpitanii și le spune să organizeze înlăturarea de la tron a lui Aron-vodă, prin manipularea poporului: „Ș-apoi să facem ca norodul să se scoale,/ Ș-adunându-se cu gloata, mic și mare pe maidan, să zbiere dobitocește: «Traiască voda Răzvan»“. Răzvan devine domnitorul Moldovei, iar Hasdeu punctează aici câteva tradiții străvechi privind înscăunarea, urările pe care le primește noul domnitor de la Șoltuzul de Suceava, de la „băiatul cel mai sărac“, de la căpitanii săi și de la Vidra, care-i urează „domnie fericită“ și să ajungă împărat prin unirea țărilor române, „Tu să legi într-o cunună toate țările române,/ încât de la Marea Neagră pân' la falnicul Carpat,/ Să nu domnești ca un vodă, ci ca Răzvan-împărat!“ Răzvan le promite tuturor că „La toți și la fiecare va da răsplată pe rând“.